# Mulungu (Ceará)
Mulungu es un municipio brasileño del estado del Ceará. Se localiza a una latitud 04º18'20" sur y a una longitud 38º59'47" oeste, estando a una altitud de 801 metros. Su población estimada en 2004 era de 9.438 habitantes.
Posee un área de 103,86 km².
Está localizado en el Macizo de Baturité, a 120Km de Fortaleza. Posee clima ameno, con una temperatura media de 20º.